# Starthjælp
Starthjælp er en offentlig månedsbaseret overførselsindkomst til personer, som indvandrede til Danmark efter 1. juli 2002. Ydelsen erstattede kontanthjælpen for denne gruppe. Beløbet var omkring halvt så stort som den hidtidige kontanthjælp. Starthjælpen blev midlertidigt afskaffet igen fra og med 2012 som led i afskaffelsen af de såkaldte "fattigdomsydelser" i finansloven for 2012. Ydelsen blev genindført i år 2015 af Regeringen Lars Løkke Rasmussen II.

## Betingelser for at få starthjælp
Man kunne få starthjælp, hvis man ikke var i stand til at forsørge sig selv og sin husstand. Det kunne f.eks. være som følge af arbejdsløshed, sygdom, graviditet og fødsel, separation eller skilsmisse. Indvandrere, der kom til Danmark fra lande udenfor Norden, EU og Lichtenstein fik starthjælp. Starthjælpen blev ligeledes givet til danske statsborgere, som havde opholdt sig mere end 1 af de sidste 8 år i et land uden for Danmark.
Kriterierne, der skulle opfyldes for at opnå starthjælp, var:
- Man kan ikke forsørge sig selv (og ægtefælle kan heller ikke)
- Man har ikke opholdt sig i Danmark, Grønland eller Færøerne i syv år inden for de seneste otte år.
- Man skal henvende sig i kommunens jobcenter og melde sig ledig.
- Man skal udnytte mulighederne, man har for at arbejde og tage imod et tilbud om arbejde, aktivering eller andre beskæftigelsesfremmende aktiviteter.

Starthjælpen var, som de fleste andre danske overførselsindkomster, skattepligtig.

## Hjælpens størrelse
Hjælpens størrelse var afhængig af, om man var fyldt 25 år, og om man havde forsørgelsespligt over for børn. Starthjælp pr. måned var i 2010:
- 25 år, gifte og samlevende – 5.267 kr (2010)
- 25 år, enlig – 6.351 kr (2010)
- 25 år, bor ikke hos forældre – 5.267 kr (2010)
- 25 år, bor hos forældre – 2.618 kr (2010)

## Forsørgertillæg
Hvis man fik starthjælp og havde forsørgelsespligt over for børn under 18 år, gav det ret til et forsørgertillæg. Der kunne max. ydes et forsørgertillæg pr. barn når forældrene boede sammen, og max. to forsørgertillæg pr. husstand.
Forsørgertillæg, enlige, 1589 kr. (2010)
Forsørgertillæg, gifte og samlevende, 1.317 kr. (2010) 
Det var kun muligt at have ganske små indtægter ved siden af starthjælpen. Større indtægter blev modregnet krone for krone, eller retten til starthjælp bortfalder helt.
Alle flygtninge og indvandrere modtog den lave ydelse de første tre år, de opholdt sig i Danmark. Siden kunne de overgå til en anden ordning under socialloven, hvor samme lave ydelser var gældende. Ordningen omfattede alle, der ikke havde opholdt sig i Danmark de seneste syv ud af otte år. 
Kommunerne traf afgørelse om, hvem der havde ret til starthjælp.

## Kritik og afvikling
Såvel den daværende opposition (S-SF-R og EL) i Folketinget som flere forskere kritiserede starthjælpen voldsomt. Blandt andet pointerede Center for Alternativ Samfundsanalyse (CASA), at ydelsen ikke lever op til sit formål – at få flere indvandrere i job. Denne og andre
særligt lave ydelser for personer, der blev anset for uegnede eller uvillige til at blive integreret på arbejdsmarkedet, f.eks. 450-timersreglen og kontanthjælpsloftet, blev ophævet i forbindelse med Regeringen Helle Thorning-Schmidts finanslovsaftale for 2012.